# Pointe Béhague
Pointe Béhague är en udde i Franska Guyana (Frankrike). Den ligger i den nordöstra delen av landet, 60 km sydost om huvudstaden Cayenne.
Terrängen inåt land är mycket platt. Havet är nära Pointe Béhague åt nordväst.  Trakten runt Pointe Béhague är nära nog obefolkad, med mindre än två invånare per kvadratkilometer. Det finns inga samhällen i närheten.